# Università di Bengasi
L'Università di Bengasi  (in arabo: جامعة بنغازي, precedentemente Università Garyounis) è la seconda università della Libia, dopo l'Università di Tripoli.

## Storia
L'università venne fondata il 15 dicembre 1955 come Università della Libia.
Nel 1973 l'Università della Libia venne divisa in due università tra loro indipendenti: l'Università di Tripoli (poi Università Al Fateh), con sede a Tripoli, e l'Università di Bengasi, con sede a Bengasi. Nel 1976 quest'ultima venne rinominata Università Garyounis. Nel 2011, dopo la guerra civile, fu ripristinato il nome di Università di Bengasi.
Durante la seconda guerra civile, l'Università e i suoi dintorni furono occupati dai militanti islamisti, per farne un centro di addestramento dei propri combattenti, ed un punto di partenza per il lancio di razzi sulla città. Venne infine liberata dall'Esercito Nazionale Libico il 17 aprile 2016.

## Struttura
L'Università di Bengasi è organizzata in ventitré facoltà. 